# Something Better (песня Audien)
«Something Better» — песня американского диджея и электронного музыкального продюсера Audien из его дебютного мини-альбома Daydreams, записанная при участии американского кантри-трио Lady Antebellum. Песня была написана Audien, Питером Ханной и Тейлором Бёрдом и спродюсирована Audien.
Песня была выпущена в цифровом формате лейблом Astralwerks 10 июля 2015 года в качестве второго сингла мини-альбома. 1 сентября 2015 года она была выпущена на американских радиостанциях, предлагающих современные хиты, лейблами Astralwerks и Capitol Records. 26 сентября 2015 года песня достигла вершины американского чарта Billboard Hot Dance Club Songs.

## История
10 июня 2015 года группа Lady Antebellum выступила с диджеем и продюсером Zedd на ежегодной церемонии вручения музыкальных наград CMT Music Awards, исполнив мэшап своего тогдашнего сингла «Long Stretch of Love» и песни Zedd «Beautiful Now». На красной дорожке мероприятия они рассказали журналу Entertainment Tonight, что это выступление было «своего рода превью» кроссоверной песне, которую они собирались выпустить вместе с Audien тем же летом («Something Better»).
Audien обратились к Lady Antebellum с просьбой записать вокал для песни из-за её структуры «вопрос-ответ» и потенциала гармоний, характерных для музыки трио. Он также отметил, что группа обладает «одними из лучших голосов… в музыке в целом», и описал песню в интервью Entertainment Weekly как «просто самое любимое, что я когда-либо делал». Участник Lady Antebellum Чарльз Келли объяснил, что группа «поняла, что хочет быть частью [песни]» с первого раза, как только услышала её, поскольку их «сразу же привлекла её великолепная мелодия и мощный текст».
Группа была готова расширить границы кантри-музыки с помощью этой песни, отметив, что они сомневались, насколько хорошо их сингл 2010 года с уклоном в поп-рок «Our Kind of Love» будет воспринят кантри-радио после его первого релиза. «Мы всегда будем верны жанру кантри», — заверил Келли фанатов, — «но это не значит, что мы не можем немного повеселиться».

## Отзывы
Лора Макклеллан из Taste of Country похвалила вокальные партии Хиллари Скотт и Чарльза Келли из Lady Antebellum в этом треке и описала «Something Better» как «зажигательную танцевальную поп-композицию, которую невозможно выкинуть из головы». Кристина Винсон с родственного Taste of Country сайта The Boot похвалила Lady Antebellum за «[раздвижение] границ», отметив, что песня доказывает, что трио — «не просто первоклассная кантри-группа», а «первоклассная группа, и точка».
Джон Фримен из Rolling Stone написал, что «Хиллари Скотт и Чарльз Келли [из Lady Antebellum] переосмысливают здесь свой фирменный мальчишеский вокал». Он описывает песню как «поп-мелодию, основанную на фортепиано, с нарастающим напряжением, которое взрывается эмоциональными инструментальными пассажами».

## Позиции в чартах
| Чарт (2015)                                | Высшая позиция |
| ------------------------------------------ | -------------- |
| Канада (Billboard CHR/Top 40)              | 44             |
| США (Billboard Bubbling Under Hot 100)     | 17             |
| США (Billboard Dance Club Songs)           | 1              |
| США (Billboard Hot Dance/Electronic Songs) | 10             |
| США (Billboard Pop Airplay)                | 29             |

| Чарт (2015)                                 | Позиция |
| ------------------------------------------- | ------- |
| США (Dance Club Songs, Billboard)           | 44      |
| США (Dance/Mix Show Songs, Billboard)       | 22      |
| США (Hot Dance/Electronic Songs, Billboard) | 37      |
| Чарт (2016)                                 | Позиция |
| США (Hot Dance/Electronic Songs, Billboard) | 72      |

## Сертификации
| Регион                                                                      | Сертификация | Продажи |
| --------------------------------------------------------------------------- | ------------ | ------- |
| США (RIAA)                                                                  | Золотой      | 500 000 |
| Данные о продажах + прослушиваниях приведены только на основе сертификации. |              |         |